# Единый день голосования 12 марта 2006 года
В единый день голосования 12 марта 2006 года, согласно данным Центральной избирательной комиссии Российской Федерации, прошла 521 выборная кампания различного уровня, включая выборы глав 58 муниципальных образований и законодательных собраний 8 субъектов федерации.

## Муниципальные образования

### Ростовская-на-Дону городская дума
- довыборы по Ворошиловскому одномандатному избирательному округу
  - Климов, Игорь Вячеславович, директор ООО «Торговый дом „Донское солнечное“» — 78,94 %
  - Нестерова, Елена Геннадьевна, начальник отдела общего аудита ЗАО «Аудиторско-консалтинговая группа „Время“» — 11,23 %
  - явка — 33,38 %

## Законодательные собрания субъектов федерации

### Ханты-Мансийский автономный округ
- Единая Россия — 54,99 % голосов (9 мандатов),
- ЛДПР — 10,42 % (2),
- КПРФ — 9,5 % (2),
- Российская партия пенсионеров — 8,76 % (1).

### Оренбургская область
- Единая Россия — 40,44 % голосов (12),
- КПРФ — 16,6 % (5),
- ЛДПР — 8,27 % (2),
- Аграрная партия России — 6,42 % (2),
- Патриоты России — 5,63 % (2).

### Кировская область
- Единая Россия — 28,53 % голосов (9),
- КПРФ — 15,1 % (5),
- ЛДПР — 14,49 % (5),
- Российская партия пенсионеров — 12,46 % (4),
- Аграрная партия России — 7,81 % (3).

### Адыгея
- Единая Россия — 33,6 % голосов,
- КПРФ — 14,98 %,
- Российская объединённая промышленная партия — около 14 %,
- Аграрная партия России — 11,3 %.

### Курская область
- ЕР — 34,6 % голосов (14 мандатов),
- КПРФ — 11,28 %,
- Российская партия жизни — 7,26 %.

### Калининградская область
- Единая Россия — 34,64 % (10),
- КПРФ — 14,94 % (4),
- Российская партия пенсионеров — 8,92 % (2),
- ЛДПР — 7,53 % (2),
- Патриоты России — 7,12 % (2).

### Нижегородская область
- Единая Россия — 43,91 % 14 голосов
- КПРФ — 17,81 % 5
- Российская партия пенсионеров — 17,19 % 5
- ЛДПР — 5,83 % 1

### Республика Алтай
- Единая Россия — 27,2 % голосов 9 (16 депутатов с учётом одномандатных округов)
- Родина — 10,52 % 3 (8 депутатов с учётом одномандатных округов)
- Аграрная партия России — 10,41 % 3 (5 депутатов с учётом одномандатных округов)
- КПРФ — 8,96 % 2 (4 депутата с учётом одномандатных округов)
- Российская партия жизни — 8,83 % 2(4 депутата с учётом одномандатных округов)
- ЛДПР — 8,26 % (2 депутата с учётом одномандатных округов)